# Xenocrasis vestitipennis
Xenocrasis vestitipennis là một loài bọ cánh cứng trong họ Cerambycidae.